# Otto Ottler
Otto Ottler (* 25. November 1891 in München; † 30. Dezember 1965 ebenda) war ein deutscher Gebrauchsgrafiker und Maler.

## Leben
Ottler studierte an der Kunstgewerbeschule München und der Akademie der Bildenden Künste München. Er war Mitglied der 2. Gruppe "Die Sechs (Künstlergruppe)", die sich 1924 formierte  mit  Valentin Zietara, Max Eschle, Franz Paul Glass, Hans Ibe (Johann Baptist Maier), Tommi Parzinger. Später trat Ottler der Neuen Vereinigung Münchner Plakatkünstler bei.
Er entwarf im Auftrag des Kölner Schokoladeproduzenten Ludwig Stollwerck Sammelbilder für Stollwerck-Sammelalben, u. a. die Serie „Fabelwesen“ für das Stollwerck-Sammelalbum No. 12  von 1911.
Otto Ottler arbeitete unter anderem für folgende Firmen: Hackerbräu München (Hacker-Pschorr), Kramer München, Strandhotel Staffelsee, Theresien Lichtspiele, Sporthaus Müntzinger München,  Deutsches Reisebüro,